# Gare de Kōnotori-no-sato
La gare de Kōnotori-no-sato (コウノトリの郷駅, Kōnotori-no-sato-eki) est une gare ferroviaire localisée dans la ville de Toyooka, dans la préfecture de Hyogo, au Japon. La gare est exploitée par la compagnie Kyoto Tango Railway, sur la ligne  Miyazu.

## Disposition des quais
La gare de Kōnotori-no-sato est une gare disposant d'un quai et d'une voie
| N° de voie | Ligne        | Direction |
| ---------- | ------------ | --------- |
| 1          | ▆ KTR Miyazu | Miyazu    |
| 1          | ▆ KTR Miyazu | Toyooka   |

## Gares/Stations adjacentes
| Kyoto Tango Railway |              |              |              |                  |
| Direction Toyooka   | Ligne Miyazu | Ligne Miyazu | Ligne Miyazu | Direction Miyazu |
| Toyooka T26         |              | Local        |              | Kumihama T24     |